# Rio Giula
O Rio Giula é um rio da Romênia, afluente do Borşa, localizado no distrito de Cluj.